# Hồng Thượng
Hồng Thượng là một xã miền núi biên giới thuộc huyện A Lưới, thành phố Huế, Việt Nam.
Xã Hồng Thượng có diện tích 40,31 km², dân số năm 1999 là 1.669 người và mật độ dân số đạt 41 người/km².

## Hành chính
Tính đến năm 2015 (theo Nghị quyết 09/NQ-HĐND tỉnh), xã Hồng Thượng có 7 thôn: Căn Tôm, Căn Te, Căn Sâm, A Sáp, Hợp Thượng, Ky Ré, A Đên.